# Sydneys sexdagars

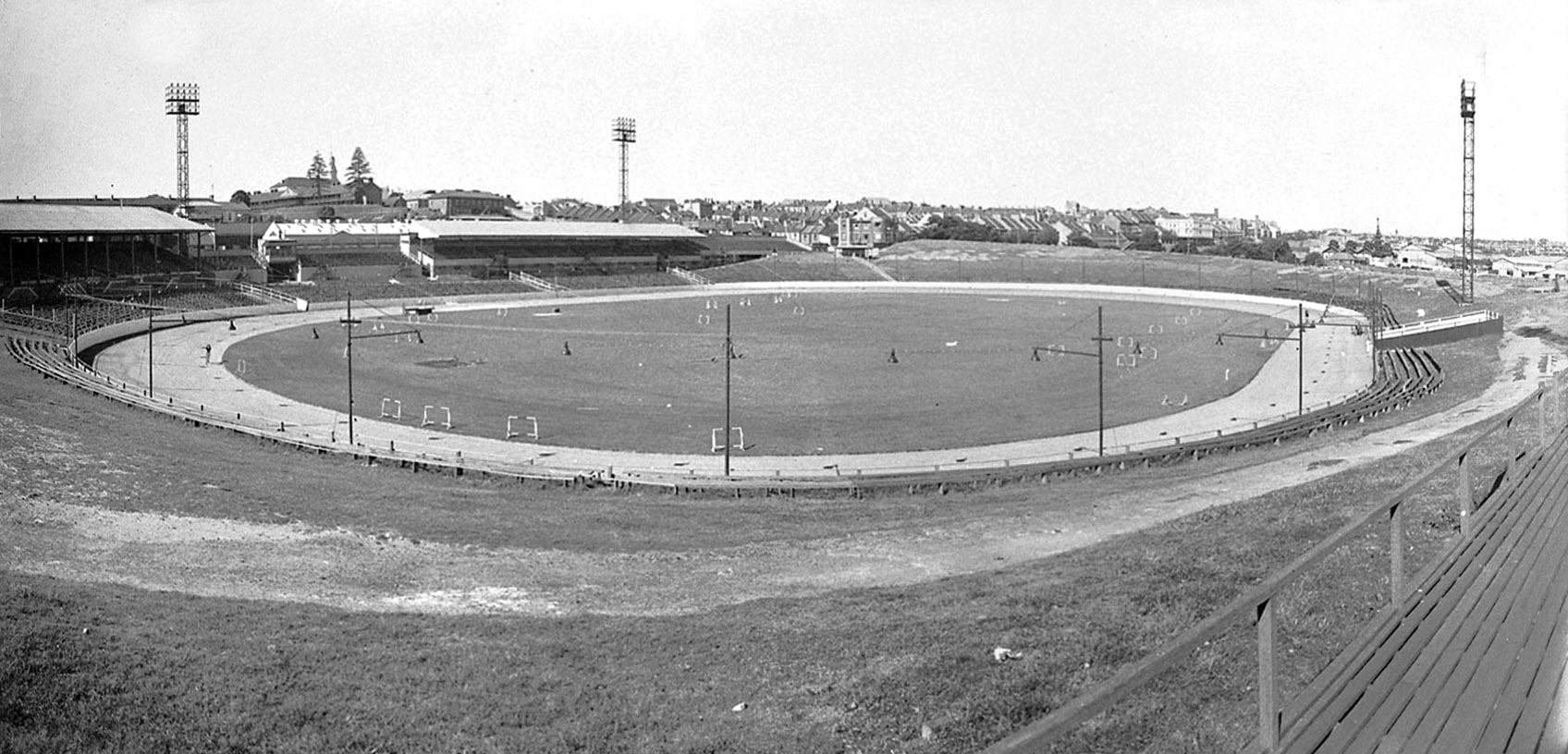
Sydney Sports Ground stängdes 1930 och gjordes sedan om till speedwaybana. Här ett foto från 1937. 1988 anlades Sydney Football Stadium på platsen.

Sydneys sexdagars var det första sexdagarsloppet för lag i bancykling som arrangerades i Australien (individuella sexdagarslopp hade arrangerats på 1880-talet, främst i Melbourne, men 1882 hölls även ett lopp i Sydney). Det hölls i Sydney vid 18 tillfällen från 1911 till 1974. Loppen hölls först på Sydney Cricket Ground, flyttade till Sydney Sports Ground 1919 och från 1938 hölls de sedan inomhus i den då nybyggda Sydney Sports Arena. När loppet återupptogs 1958 hölls det återigen utomhus – på Lidcombe Oval.

## Podieplaceringar
| År                   | Vinnare                           | Tvåa                           | Trea                           |
| 1911/1912 dec./jan.  | Alfred Goullet Paddy Hehir        | Alfred Grenda Gordon Walker    | Frank Corry Reginald McNamara  |
| 1912/1913 dec./jan.  | Frank Corry Reginald McNamara     | Donald Kirkham Robert Spears   | Fred Kneefe Bert Scott         |
| 1913/1914- 1918/1919 | ej avhållet                       |                                |                                |
| 1919/1920 dec./jan.  | Charles Osterriter Willie Spencer | Frank Corry Alfred Grenda      | Alex McBeath Ernest Priestley  |
| 1920/1921– 1921/1922 | ej avhållet                       |                                |                                |
| 1922/1923 dec.       | Georges Hammond Ken Ross          | Harris Horder Ron Munroe       | Ted Byron Dick Marshall        |
| 1923/1924 dec./jan.  | Frank Corry Cecil Walker          | Charly Jaeger W. Keller        | Jack Fitzgerald Fred Wells     |
| 1924/1925            | ej avhållet                       |                                |                                |
| 1925/1926 dec.       | George Dempsey Ken Ross           | Jack Fitzgerald Dick Marshall  | Eric Gibaud Hubert Opperman    |
| 1926/1927 apr.       | Jack Fitzgerald Ken Ross          | Les Hammond Harold Moodie      | Grant Pye H.J. Rogers          |
| 1927/1928- 1937/1938 | ej avhållet                       |                                |                                |
| 1938/1939 dec.       | Joe Parmley Len Rogers            | Gino Bambagiotti Ernie Greig   | Hilton Bloomfield Harold Latta |
| 1939/1940 dec.       | Joe Buckley Stan Parsons          | Hilton Bloomfield Len Rogers   | Ernie Greig Harold Latta       |
| 1940/1941 dec./jan.  | Robert Porter Len Rogers          | Hilton Bloomfield Ray Brooking | Ernie Greig Arthur Windon      |

| År                   | Vinnare                                     | Tvåa                                       | Trea                                 |
| 1940/1941 apr.       | Ray Brooking Bill Guyatt                    | Charles Rampelberg Hugh Smith              | Jim Coleman Randall Cook             |
| 1941/1942 dec./jan.  | Bill Guyatt Jack Walsch                     | Randall Cook Len Rogers                    | Hilton Bloomfield Ray Dunbier        |
| 1942/1943            | ej avhållet                                 |                                            |                                      |
| 1943/1944 apr.       | Stan Parsons Harold Smith                   | John Kohlenberg Len Rogers                 | Jim Coleman F. Frickle               |
| 1944/1945- 1957/1958 | ej avhållet                                 |                                            |                                      |
| 1958/1959 nov.       | Peter Brotherton Sidney Patterson           | Giuseppe Chiesa Frederico Mason            | Bruce Clarke Robert Leach            |
| 1959/1960 nov.       | Peter Panton Sidney Patterson               | John Green John Young                      | Dudley Crowe Ray Crowe               |
| 1960/1961 maj        | John Green John Young                       | Peter Panton Klaus Stiefler                | Ronald Grenda Fred Roche             |
| 1961/1962            | ej avhållet                                 |                                            |                                      |
| 1962/1963 okt.       | Ernest Corney Allan McLennan Keith Reynolds | Orazio Damico Sidney Patterson Nino Solari | Alex Fulcher Kerry Hoole Robert Ryan |
| 1963/1964- 1973/1974 | ej avhållet                                 |                                            |                                      |
| 1974/1975 nov.       | Frank Atkins Danny Clark                    | John Bylsma Hilton Clarke                  | Keith Oliver Bob Whetters            |